# Marchandises promotionnelles
Une marchandise promotionnelle, un article promotionnel, un produit promotionnel ou un cadeau promotionnel sont des articles (souvent accompagné d'un logo ou d'un slogan) utilisés à des fins publicitaires ou dans le cadre de campagne de communication. Ils sont offerts gratuitement afin de promouvoir une compagnie, une image de marque, une marque, un événement ou une conférence. Ils sont aussi utilisés dans le cadre d'une campagne de guérilla marketing.

## Histoire
Les premiers articles promotionnels connus aux États-Unis sont les macarons de campagnes utilisés lors de l'élection de George Washington en 1789. Au cours du XIXe siècle, un certain nombre de calendrier et de règle à mesurer sont distribués à des fins publicitaires. Toutefois, la fabrication et la distribution des articles promotionnels n'étaient pas encore faites par une industrie organisée.
Jasper Meeks, un imprimeur de la ville de Coshocton en Ohio, est considéré par plusieurs comme le créateur de cette industrie. Il a convaincu un magasin de chaussure local de donner des sacs à dos sur lesquelles le logo du magasin était imprimé à une école des environs. Henry Beach, un imprimeur de la même ville et un compétiteur de Meeks, a réutilisé l'idée. Les deux hommes se sont mis à imprimer et à vendre des sacs à billes, des fouets équestres, des boites à carte, des éventails, des calendriers, des bérets, des tabliers ainsi que des chapeaux pour les chevaux.
En 1904, douze fabricants d'articles promotionnels se sont regroupés afin de fonder la première association professionnelle de l’industrie. Cette organisation est maintenant sous le nom de « Promotional Products Association International » ou PPAI. En 2011, elle avait 10 000 membres. 

## Classement des compagnies de produits promotionnels aux États-Unis en 2013
Voici le classement des 40 plus importants distributeurs de produits promotionnels aux États-Unis selon le «Advertising Specialty Institute» du magazine Counselor.
| Rang en 2013 | Distributeur                      | Valeur des ventes en Amérique du Nord (en millions de dollars) |
| ------------ | --------------------------------- | -------------------------------------------------------------- |
| 1            | Staples Promo Products            | 409.4                                                          |
| 2            | Proforma (Business)               | 322.6                                                          |
| 3            | BDA                               | 286.4                                                          |
| 4            | Group II Communications/IMS       | 257                                                            |
| 5            | 4imprint                          | 256.5                                                          |
| 6            | Halo Branded Solutions            | 186.2                                                          |
| 7            | Geiger                            | 184.8                                                          |
| 8            | National Pen Corp.                | 153                                                            |
| 9            | Cintas                            | 145                                                            |
| 10           | AIA Corporation                   | 136                                                            |
| 11           | Branders.com                      | 131.1                                                          |
| 12           | Inner Workings                    | 114.1                                                          |
| 13           | WorkFlowOne                       | 100.6                                                          |
| 14           | American Solutions for Business   | 99.5                                                           |
| 15           | Kaeser & Blair                    | 89.9                                                           |
| 16           | Tic Toc                           | 89.6                                                           |
| 17           | Banyan Incentives                 | 89.5                                                           |
| 18           | iPROMOTEu                         | 88.8                                                           |
| 19           | Summit Group                      | 88                                                             |
| 20           | EmbroidMe                         | 84.9                                                           |
| 21           | Jack Nadel International          | 72.8                                                           |
| 22           | Myron                             | 71.3                                                           |
| 23           | Accolade Reaction Promotion Group | 70.7                                                           |
| 24           | MTM Recognition/Mid West Trophy   | 69.1                                                           |
| 25           | G & G Outfitters                  | 66                                                             |
| 26           | The Vernon Company                | 62.7                                                           |
| 27           | Brown & Bigelow                   | 60.8                                                           |
| 28           | Newton Manufacturing              | 53.0                                                           |
| 29           | Boundless Network                 | 53                                                             |
| 30           | Artcraft Promotional Concepts     | 52.8                                                           |
| 31           | Brand Alliance                    | 49.7                                                           |
| 32           | GMPC LLC                          | 44.2                                                           |
| 33           | Axis Promotions                   | 38.7                                                           |
| 34           | Safeguard Business Systems        | 38.4                                                           |
| 35           | Touchstone                        | 35.8                                                           |
| 36           | Robertson Marketing Group         | 34.2                                                           |
| 37           | Promo Shop                        | 34.1                                                           |
| 38           | CSE                               | 33.9                                                           |
| 39           | Positive Promotions               | 33.7                                                           |
| 40           | Genumark Promotional Merchandise  | 33.6                                                           |